# Beechcraft Model 18
De Beechcraft Model 18 (ook bekend als Twin Beech) was een Amerikaans tweemotorig laagdekker passagiers- en vrachtvliegtuig, ontwikkeld door Beechcraft en voortgedreven door twee Pratt & Whitney stermotoren. Het toestel had acht zitplaatsen en maakte zijn eerste vlucht op 15 januari 1937. Er zijn totaal meer dan 9000 stuks gebouwd. Na 32 jaar kwam de productie in 1970 ten einde. Ruim 4500 Twin Beech vliegtuigen werden in de Tweede Wereldoorlog ingezet voor diverse militaire taken zoals lichte bommenwerper, verkenner en  trainingstoestel. Na de Tweede Wereldoorlog werd de Model 18 vaak gebruikt als zakenvliegtuig. Maar het veelzijdige toestel werd ook ingezet in vele andere civiele rollen: van postvliegtuig tot vliegende ambulance en van reclamesleper tot blusvliegtuig. In 2017 waren er nog 250 ingeschreven in het Amerikaanse luchtvaartregister.

## Ontwerp en historie

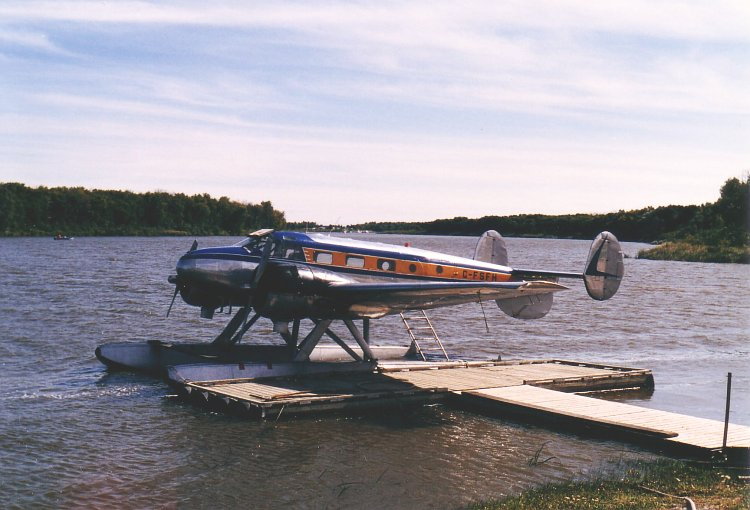
Twin Beech 18C als watervliegtuig met drijveronderstel

De Beechcraft model 18 is een conventioneel toestel dat geheel is geconstrueerd van metaal, de stuurvlakken zijn bespannen met doek. Opvallend kenmerk zijn de twee verticale staartvlakken. Het intrekbare landingsgestel is standaard uitgevoerd in een staartwielconfiguratie, maar de Twin Beech werd later ook geleverd met een neuswiel. Ook kon de model 18 uitgerust worden met een onderstel van drijvers of ski’s.

### Corrosie in de vleugelligger
Vele overtollige militaire Beechcraft model 18 toestellen werden na de oorlog door diverse bedrijven gemodificeerd voor civiel gebruik. Soms was een versterking van de vleugelconstructie noodzakelijk en werd er geboord in de vleugelliggers. Dit leidde later tot corrosie en scheurvorming in dit cruciale vleugelonderdeel. In 1975 verordonneerde de Amerikaanse luchtvaartautoriteit FAA extra verstevigingen van aangetaste liggers. Aangezien de kosten van deze reparatie vaak hoger uitvielen dan de vliegtuigwaarde, betekende dit het pensioen voor een groot aantal Twin Beech toestellen.

## Varianten
Er bestaan tientallen verschillende varianten van de Twin Beech met stermotoren van 300 tot 600 pk. De laatste productieversie was de Beechcraft H18 die optioneel ook leverbaar was met een neuswielonderstel. Er zijn ook diverse turbopropeller conversies van het toestel zoals de SFERMA-Beechcraft PD.18S, Volpar (Beechcraft) Turbo 18 en de Hamilton Westwind. Een aantal model 18 exemplaren zijn omgebouwd van een staartwiel naar een neuswiel onderstel onder de naam Rausch Star 250. De firma Dumod leverde Twin Beech vliegtuigen met een 191 cm verlengde romp waarmee 15 passagiers konden worden vervoerd.
De meestgebruikte Model 18 type-aanduidingen van de U.S. Army waren: C-45, AT-(7, 11) en F-2. Van de U.S. Navy: JRB-(1-6) en SNB-(1-5). De Britse RAF gebruikte de aanduiding: Expeditor (I, II, III en 3).

## Prominente ongevallen
- Op 10 december 1967 verongelukte de Amerikaanse zanger Otis Redding samen met  vier leden van zijn band met een Beechcraft H18 in Wisconsin. De oorzaak van de crash is nooit opgehelderd.
- Op 20 september 1973 kwam de Amerikaanse zanger Jim Croce en vier bandleden om het leven tijdens een crash in Louisiana. De crash vlak na de start was te wijten aan een combinatie van slecht zicht (mist en donker) en fouten van de piloot.